# تنگ رودزیزی
تنگ رود عزیزی(زیزی)
، روستایی از توابع بخش لوداب شهرستان بویراحمد در استان کهگیلویه و بویراحمد ایران است.اهالی این روستا از سادات امامزاده علی و تیره میرزا می باشند.

## جمعیت
این روستا در دهستان لوداب قرار دارد و براساس سرشماری مرکز آمار ایران در سال ۱۳۸۵، جمعیت آن ۸۱ نفر (۱۴خانوار) بوده‌است.